# Az ország tortája
Magyarország Tortája (másként: Országtorta, Az ország tortája), Magyarország „születésnapi tortája”, amelyet minden évben, a magyar államiság megszületésének szimbolikus napján, az augusztus 20-i ünnepségek alatt mutatnak be Budapesten, valamint az ország több száz cukrászdájában. Ez egy olyan születésnapi torta, amelyet nem egyszer vágnak fel egy helyen, hiszen a győztes tortákat egész évben országszerte mindenki meg tudja venni és meg tudja kóstolni az ország cukrászdáiban. A Magyarország Tortája gasztronómiai verseny győztes tortáinak bemutatása és kóstolása rendszeresen az augusztus 20-i Szent István-napi ünnepségek „Magyar Ízek Utcája” elnevezésű kísérőrendezvényén történik.
A Magyar Cukrász Iparosok Országos Ipartestülete a Magyar Köztársaság kormányának felkérésére a 2007. augusztus 20-i ünnepségre alkotta meg először az ország tortáját, a különleges, madártejes tortát, Azóta az Ipartestület minden évben  maga írja ki a pályázatot, amely során az ország különböző pontjain található cukrászatok - meghatározott kritériumok alapján - nevezhetnek saját tortáikkal a megtisztelő cím elnyerésére. Minden évben három körös zsűrizési folyamatban születik meg a győztes torta. Az első fordulóban még anonim módon kóstolnak a zsűritagok, majd a második zsűrizési körben újra kóstolják a döntős tortákat és szakmai javaslatokat tesznek azok tökéletesítésére. A döntőben a versenyzőknek a zsűri jelenlétében, élőben kell elkészíteniük a tortákat az Ipartestület tanműhelyében, ekkor már a zsűri az elkészítés folyamatát is pontozza, majd az elkészült tortákat is újra értékeli.

## Magyarország Tortája
A torták minőségének védelme érdekében a receptek csak a következő év január elsejétől lesznek nyilvánosak a Magyar Cukrász Ipartestület honlapján, addig a győztes tortát csak az Ipartestület tagjai készíthetik el. Az új torták minden év augusztus 20-tól árusíthatók. A Magyar Cukrász Ipartestület honlapján közzé teszi a szakmai versenyen nyertes ország tortáját készítő és árusító cukrászdák listáját is.

| Év   | Győztes torta                                  | Győztes cukrász                        | Győztes cukrászat                    | Város             | A torta leírása | A torta fényképe |
| ---- | ---------------------------------------------- | -------------------------------------- | ------------------------------------ | ----------------- | --- | ---------------- |
| 2007 | Madártej torta                                 | Zila László                            | Zila Kávéház                         | Budapest          | Tojásfehérje habbal készült, tortaformában kisült és baracklekvárral összeragasztott két tortalapra vanília krémet töltöttek. Tetejét csokoládéforgáccsal, tejszínhabrózsákkal díszítették. | Képlink          |
| 2008 | Szatmári szilvatorta                           | Zila László                            | Zila Kávéház                         | Budapest          | A torta alapja az aszalt szilvával és rummal készített három piskóta lap közé töltött csokoládé és marcipán alapkrémes réteg, amelyet tejszínhabbal, aszalt szilvával, vágott pörkölt mandulával és zöld marcipán levelecskékkel díszítettek. | Képlink          |
| 2009 | Pándi meggytorta                               | Zila László                            | Zila Kávéház                         | Budapest          | Pándy meggy nem csak a töltelékben, de a tésztájában is van, amely tojás, cukor, friss meggy és citrom reszelt héjával készült piskóta. A tortát három piskótaréteg között mascarponéval és a fehér csokoládéval készült alapkrémmel és a meggyet, a cherry brandyt és a fahéjat is tartalmazó meggykrémmel töltötték meg, majd piros meggyel és zöld marcipánlevelekkel díszítették. | Képlink          |
| 2010 | Szilvagombóc torta                             | ifj. Sulyán Pál/Sulyánné Benkó Katalin | Sulyán Cukrászda                     | Veresegyház       | A tortát a jól ismert szilvás gombóc receptje ihlette. A vaníliás tejszínkrém, aszalt szilva darabkákkal töltött Sacher-torta lapok között szerepel, a torta közepébe egy marcipános szilvás desszert van helyezve, amely egy belga csokoládéba mártott marcipán és szilvalekvárral töltött piskóta összeállítás. A kész torta 70% kakaótartalmú lágy belga csokoládéval és aszalt szilvával díszített. | Képlink          |
| 2011 | Kecskeméti barackos kölestorta                 | Zila László                            | Zila Kávéház                         | Budapest          | Tejben, vajban, vaníliában, reszelt citromhéjjal felfőzött kölesből, lenmagpehely, mandulaliszt, tojás és túró keverékével sütött piskóta alap felhasználásával egy tejszínhab, sárgabarackdarabok és gyümölcsöntettel töltött speciális tortaformában készült. Tetejét étcsokoládéval és felezett sárgabarackkal díszítették. | Képlink          |
| 2012 | Szabolcsi almás máktorta                       | Pintér Zsolt                           | Koko Cukrászda                       | Veszprém          | Jellemzően magyar alapanyagokból készült, a kölespehellyel készült hat mákos tortalap között fahéjas almás töltelék és tejszínes vaníliás krém rétegekkel, a kész torta krémmel fedett teteje darált mákkal van meghintve. | Képlink          |
| 2013 | Milotai mézes grillázstorta                    | Bacskó Szilárd                         | Major Cukrászda                      | Budapest          | Kétféle krémmel, 30 dkg dió felhasználásával készült torta, a felépítése szerint olymódon, hogy egy-egy pralinés és mézes réteget egy ropogós, diós-grillázsos réteg választja el egymástól. | Képlink          |
| 2014 | Somlói revolúció                               | Damniczki Gyula Balázs                 | Damniczki Cukrászda                  | Székesfehérvár    | Mousse tortaként újraalkotott somlói galuska, diógrillázsos tésztára rétegezett étcsokoládé mousse és egy narancsbetét fölé helyezett, ganache-sal borított vaníliás fehér csokoládékrém torta. | Képlink          |
| 2015 | Pannonhalmi sárgabarack-pálinkás karamelltorta | Szó Gellért                            | G&D Kézműves Cukrászda               | Salgótarján       | Sárgabarack, mandula, csokoládé és karamell kombinációjával alkotott torta harmonikus ízekkel egy kis sárgabarack pálinkával megbolondítva. A torta a tetején légpárnás fóliával formázott buborékmintás díszítéssel készült. | Képlink          |
| 2016 | Az Őrség Zöld Aranya                           | Szó Gellért                            | G&D Kézműves Cukrászda               | Salgótarján       | Az Őrség zöld aranya a szalafői Batha Porta hagyományos eljárással készített tökmagolajával, mandulaliszt, málnazselé, fehércsokoládés ganache, hántolt ostya és tökmag praliné felhasználásával készült. Alulra egy tökmagos joghurtos piskótalap került. A fehércsokoládés, lazára felvert selymes és csillogó párizsi krémre (ganache) került egy ropogós tökmag praliné réteg, amelyre a málnazselé réteg, majd ismét egy lágy ganache réteg. A tetejét fehércsokoládés tökmagolajos tükörzselével fedték be, erre pedig tejszínhab stuffra helyezett temperált fehércsoki-toll díszítmény került, nyers darált tökmaggal megszórva. | Képlink          |
| 2017 | Balatoni Habos Mogyoró                         | Vaslóczki Orsolya                      | SUGAR! Design Cukrászda              | Budapest          | Mogyorós mousse, mogyorós habtészta alapú torta tejcsokoládés karamellhabbal és mogyoróhabbal, feketeribiszkével. A torta nevében a „balatoni” jelző, a dél-balatoni régió jellegzetes csonthéjas gyümölcsére, a mogyoróra utal. | Képlink          |
| 2018 | Komáromi kisleány                              | Sztaracsek Ádám                        | Jánoska Cukrászda                    | Komárom           | Mézes-diós tészta alapú, körte, csokoládé, vaníliás krém, fahéjjal és gyömbérrel. | Képlink          |
| 2019 | Boldogasszony csipkéje                         | Tóth Norbert                           | Tóth Cukrászda                       | Dunaföldvár       | Az alkotás alsó rétege egy málnás áztatóval átitatott piskóta, ezen egy málnapürével dúsított tésztaréteg helyezkedik el, majd következik a cremeux (tejszínnel lazított krém), a tetején pedig egy bazsalikomos, citromos ganache koronázza a tortát, amely Liofilizált málnadarabokkal megszórt meringue-gekkel és zöldre színezett fehércsokoládé lapkákkal díszített. A torta minden rétege tartalmazza a népiesen Boldogasszony csipkéjének is nevezett málnát. | Képlink          |
| 2020 | "Curiositas" – Kíváncsiság                     | Füredi Krisztián                       | Hisztéria Cukrászda                  | Tápiószecső       | Fehércsokoládés piskóta, sáfrányos birs zselé, kekszes-fehércsokoládés ropogós réteg, mogyoró ganache, mandula mousse, tejcsokoládés bevonattal. | Képlink          |
| 2021 | Napraforgó                                     | Fodor Sándor                           | Habcsók Cukrászda                    | Budapest          | Csokoládés, ropogós talpon, búzaliszt mentes, pirított napraforgó őrleménnyel készült felverten helyezkednek el a különböző textúrájú rétegek. A napraforgó, a csokoládé, a körte és a méz „szeretik egymást”, körbeérnek az ízek, melyeket a vilmoskörte pálinka még inkább kiemel. | Képlink          |
| 2022 | Huncut Szilva Herceg                           | Karikó Orsolya                         | Vanília & Gelarto Kézműves Cukrászat | Nagykőrös         | A torta alapja egy lisztmentes, mogyorós dacquoise felvert karamellizált csokoládés fahéj ropogóssal, melyet lágyan rétegez egy üde, könnyed és zamatos, pikánsan fűszerezett szilvás csokoládé mousse, megbolondítva az egri borvidék kiváló családi pincészete által megalkotott classic vörösbor hangulatával, valamint a szintén vörösboros erdei áfonya-szilva zselé, így kényeztetve érzékeinket. A torta koronája a frissen szedett szilva ízét idéző gyümölcsös áthúzó. | Képlink          |
| 2023 | Spicces füge respektus                         | Lakatos Pál                            | Levendula és Kert Cukrászda          | Szigetszentmiklós | A torta egy mandulalisztes vajas joconde felvertből, lágy sóskaramellás mousse krémből és diós-karamellás ropogósból épül fel, mely kakaóbab töretet is tartalmaz. A tokaji aszús, meggyes fügezselé és az akácmézes tejcsokoládé tükörzselé teszik igazán különlegessé ezt az ízvilágot, melyet az akácmézes fehércsokis ganache és a diós sablé korong koronáz meg. A torta nevében a „spicces” jelző a fügezselé bortartalmára utal, míg a „respektus” az alkotó tisztelgése tanítói és mentorai előtt. A tortát gyermekek is nyugodtan fogyaszthatják, mivel a készítés technológiája során az alkohol nem marad a süteményben. | Képlink          |
| 2024 | Mákvirág                                       | Kovács Alfréd                          | Édes Vonal Cukrászda                 | Vác               | Mesebeli torta, melyben gyermekkorának meghatározó ízei fogócskáznak. A fehér csokoládé krém lágy textúrája mellett ott szalad a fanyar fekete ribizli ízvilága, a mandulalisztes mákos piskóták és a fekete szezámmag grillázs ropogós élménye. | Képlink          |
| 2025 | DCJ stílusgyakorlat                            | Balogh László és Kis Roland            | Kézműves Cukrászda                   | Gyula             | A torta alapja a klasszikus dobostorta újraértelmezése, a vajban gazdag felvert klasszikus alapokra épül, míg a habkönnyű csokoládé vajkrém a meggyzselével rendkívül szépen harmonizál. A vágási felület, a függőleges rétegrend különleges vizuális élményt ad, a meggy mély íze és a kellemes savak a csokoládé lágyságával és a karamell karakterével keveredve különleges gasztronómiai élvezetet nyújt. A torta főbb alkotóelemei közül a meggypálinka a zselé ízét hivatott fokozni, a mandula praliné és a grillázs, illetve a tejcsokoládé glazúr az ízek komplexitását és a megjelenést teszik teljessé. A torta alsó piskótalapja a klasszikus doboscukorral van áthúzva, ami roppanós réteget képez és tiszteleg a Dobos C. József által megalkotott eredeti mű előtt. A torta alsó részébe még mandula nugát és mandulagrillázs keveréke is kerül, ami újabb ízekkel és textúrával gazdagítja a tortát. | Képlink          |

## Magyarország Cukormentes Tortája

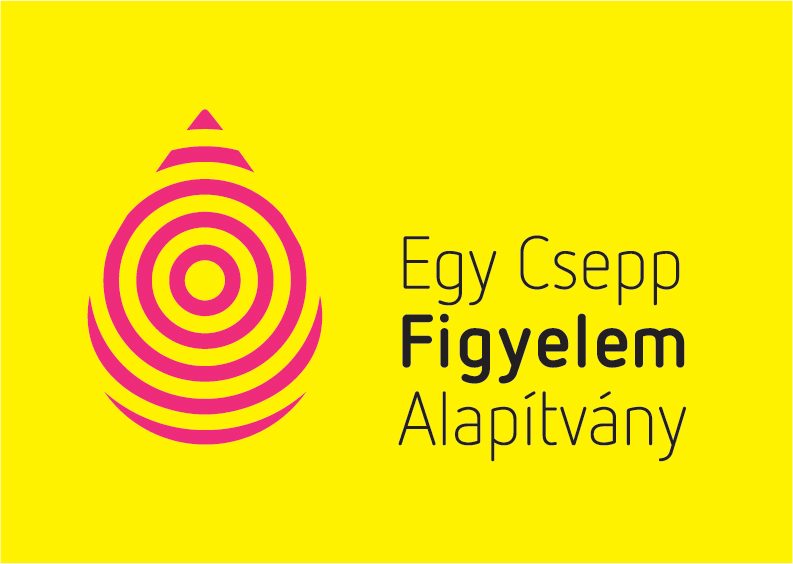
Egy Csepp Figyelem Alapítvány

2012 óta minden évben a cukorbetegség terjedése ellen küzdő nonprofit szervezet, az Egy Csepp Figyelem Alapítvány és a Magyar Cukrász Iparosok Országos Ipartestülete együtt írja ki, a Magyarország Cukormentes Tortája cím elnyeréséért a pályázatát. Az induló versenyzőknek fehér liszt, hozzáadott cukor, mesterséges adalékanyag és tartósítószer nélkül kell elkészíteniük tortájukat. "De a cél nem csupán a cukormentes receptek és technológiák bevezetése a magyar cukrászatokba, hanem a figyelem felhívása az egészséges életmód fontosságára". A 2015. évi kategória győztes "Barackos buboréktorta" cukormentességét komoly laboratóriumi vizsgálat hitelesítette, amely megállapította, hogy egy szelet "Barackos buboréktorta" a Magyar Dietetikusok Országos Szövetségének, az alapanyagokból kiindult számításai alapján, 11,8 g szénhidrátot és 278 kcal-t tartalmaz. A torta akkor felel meg a versenykiírás követelményeinek, ha az akkreditált laboratóriumi vizsgálaton átesik, így válik bizonyossá, hogy a megfelelő mértékben tartalmaz szénhidrátot, élelmi rostot, zsírt, fehérjét, vizet és sót, valamint energiát. 2019-ben a torta laboratóriumi vizsgálatait a Wessling Hungary Kft., független élelmiszervizsgáló laboratórium végezte.
- A 2015. évi zsűri elnöke Nándori László (aranykoszorús cukrászmester)[80]
- A 2016. évi zsűri elnöke Nándori László (aranykoszorús cukrászmester)[81]

| Év   | Győztes torta              | Győztes cukrász                | Győztes cukrászat                          | Város          | Egy szelet (~90 g) torta szénhidrát és energitartalma | Leginnovatívabb receptért különdíj |
| ---- | -------------------------- | ------------------------------ | ------------------------------------------ | -------------- | ----------------------------------------------------- | --- |
| 2012 | Almatorta egressel         | Zila László                    | Zila Kávéház                               | Budapest       | 25,6 g szénhidrát, 309 kcal                           | |
| 2013 | Ribizlihabos-almás réteges | Nándori László                 | Nándori Cukrászda                          | Budapest       | 8,7 g szénhidrát, 130 kcal                            | Zabos-barack torta, Horváth Cukrászda |
| 2014 | Csokis kaland              | Nándori László                 | Nándori Cukrászda                          | Budapest       | 10,6 g szénhidrát, 254 kcal                           | Bazsalikomos csipkebogyó torta, Horváth Cukrászda |
| 2015 | Barackos buboréktorta      | Vaslóczki Orsolya              | Horváth Cukrászda                          | Budapest       | 11,8 g szénhidrát, 278 kcal                           | Diós-vaníliás csipkebogyó torta, Raj Ráchel Tortaszalon |
| 2016 | Áfonya hercegnő tortája    | Pechtol Zsolt                  | Tortavár Cukrászda                         | Budapest       | 8,8 g szénhidrát, 228 kcal                            | Málnás tükörtorta, Suhajda Cukrászda Remetei ribizli torta, Frer Cukrászda |
| 2017 | Pöttyös Panni              | Varga Margit és Puszta Laura   | Zazzi Cukrászda                            | Budapest       | 6 g szénhidrát, 167 kcal                              | Homok aranya, Horváth Cukrászda |
| 2018 | Három kívánság             | Nándori László                 | Nándori Cukrászda                          | Budapest       | 12,9 g szénhidrát, 242 kcal                           | Három domináns összetevője a chiamagos-diós mandulapiskóta, a meggy és a darabos túró. |
| 2019 | Kicsi Gesztenye            | Gyuris László Reisinger Ferenc | „A Cappella” Cukrászda és Kávéház          | Szeged         | 14,9 g szénhidrát, 204 kcal                           | Ízvilágát a gesztenye határozza meg, melyet a kellemesen savanykás áfonya, afrodiziákumként is számon tartott csillagánizs és a mogyorós ropogós teszi teljessé. A tortát cukormentes tejcsokoládé borítja, elegáns küllemét a körben koronázó csokoládé íveknek köszönheti. |
| 2020 | „Szentivánéji Álom"        | Dienes Andrea                  | JÓkenyér cukrászat (Ludwig & Mentesi Kft.) | Pilisszentiván | 13,3 g szénhidrát, 252,5 kcal                         | A kreáció ízvilágát a kellemesen savanykás, fahéjas meggylekvár és a könnyű meggyes habkrém adja, melyet a tejszínes-zabpelyhes angolkrém tesz teljessé. A tortát cukormentes fehércsokoládé fedi, melyet koszorúszerűen borít a liofilizált meggy. |
| 2021 | Beszterce Rózsája          | Füredi Krisztián               | Hisztéria Cukrászda                        | Tápiószecső    | 12,4 g szénhidrát, 206,3 kcal                         | Az elegáns küllemű, harmonikus ízvilágú, hozzáadott cukor nélküli tortában a sárgabaracké a főszerep. A kiváló gyümölcs több rétegben, zselé és mousse formájában is megjelenik a textúrák között, sőt a piskótában is szerepel barackmagliszt formájában. Friss íze remekül passzol a dióval és az étcsokoládéval, a párosítás a tradicionális magyar süteményeket idézi.                                                                                 |
| 2022 | "Nagyi kedvence"           | Gyuris László                  | Virág Cukrászda és Kávéház                 | Szeged         | 11,9 g szénhidrát, 233,8 kcal                         | Az elegáns küllemű, hozzáadott cukor nélküli tortában az üde, kellemesen savanykás málnavelő, a fehércsokoládés pisztácia ropogós, valamint a könnyű mascarpone mousse harmonikus ízvilágát némi hibiszkusz virág és csipkebogyó velő teszi teljessé. A piskóta mandula- és kókuszlisztből készült, gabonalisztet nem tartalmaz. |
| 2023 | Kikelet                    | Lawal-Papp Zsófia              | Papp Cukrászda                             | Makó           | 236,8 kcal, szénhidrát értéke 11,8 g                  | A győztes cukrász frissítő harmóniára törekedett a kreáció megalkotásakor. A tortát egy csepp fekete tea köré álmodta meg, áfonyával és egy leheletnyi levendulával alakította ki a tökéletes összhangot, melyet a vaníliás fehércsokoládé mousse és a gabonaliszt nélkül készült mandulás, citromos piskóta tesz teljessé. A „Kikelet” íz és színvilága a tavaszi jókedvet, a természet újjáéledését idézi fel, mely a díszítésnél is megjelenik.         |
| 2024 | Zöld málna                 | Novák Ádám és Csonka László    | Reök Kézműves Cukrászda                    | Szeged         | 232,4 kcal, szénhidrát értéke 10,5 g                  | A torta piros, mint a málna, zöld, mint a pisztácia, elegáns, mint a rózsa: a győztesek habkönnyű kreációjukban a színekkel játszanak. A zöld pisztácia mousse kellemesen édes ízét az élénkpiros málna-zselé savassága egészíti ki, és a rózsavíz teszi még különlegesebbé. A pisztácia roppan a fehércsokoládéval és megjelenik a piskótában is liszt formájában. A tortát fényes, rózsavizes málnazselé és szárított rózsaszirmok koronázzák.           |
| 2025 | "Álmodozó"                 | Kovács Alfréd                  | Édes Vonal Cukrászda                       | Vác            | 231 kcal, szénhidrátértéke 13,7 g                     | Az “Álmodozó”, békebeli hangulatot áraszt, felidézi olyan klasszikusok ízvilágát, mint a Lúdláb vagy a Rigójancsi, ráadásul hozzáadott cukor nélkül. A győztes édesség különlegességét a csokoládé és a meggy karakteres párosa adja. A kakaós-mandulalisztes piskótalapok közötti fahéjas, chiamagos meggyragut, enyhén édes tejcsokoládé krém keretezi. A rétegek között rejtőzik a csokoládés, ropogós elem is, melynek fő alkotórésze a kakaóbabtöret. |

Az Egy Csepp Figyelem Alapítvány ezen kívül 2012 óta meghirdeti a Magyarország Cukormentes Tortája Háziversenyt otthonsütőknek, hobbiszakácsoknak és lelkes amatőr cukrászoknak. "A háziverseny célja olyan egészséges, alacsony szénhidrát- és energiatartalmú sütemény megtalálása, amely hozzáadott cukor és fehér liszt nélkül készül. Magyarországon legalább másfél millió embert érint a diabétesz, számukra nem javasolt a hozzáadott cukrot tartalmazó édességek fogyasztása."
| Év   | Győztes torta                   | Győztes neve         |
| ---- | ------------------------------- | -------------------- |
| 2012 | Máktorta sültszilva mousse-szal | Puszta Laura         |
| 2013 | Édes-nemes csokitorta           | Andrássy Katalin     |
| 2014 | Rozmaringos szilvatorta         | Szász Kinga          |
| 2015 | Málnás mandulás álomtorta       | Koller-Mihóczy Mária |
| 2016 | Őszi ízharmónia                 | Kocsis Hajnalka      |
| 2017 | Fekete-erdei könnyű álom        | Jéga-Szabó Anna      |
| 2018 | Körtés csokoládémousse torta    | Erdődi Zsófia        |

## Honvédség Tortája
| Év   | Győztes torta                | Győztes cukrász             | Győztes cukrászat                                                    | Város    |
| ---- | ---------------------------- | --------------------------- | -------------------------------------------------------------------- | -------- |
| 2014 | Tihanyi fehércsokoládé torta | Rózsa Mária és Lukács Péter | MH BHD Stefánia Palota – Honvéd Kulturális Központ, Regiment Étterem | Budapest |
| 2015 | Tessedik mézes körtetorta    | Rózsa Mária és Lukács Péter | MH BHD Stefánia Palota – Honvéd Kulturális Központ, Regiment Étterem | Budapest |

## Galéria

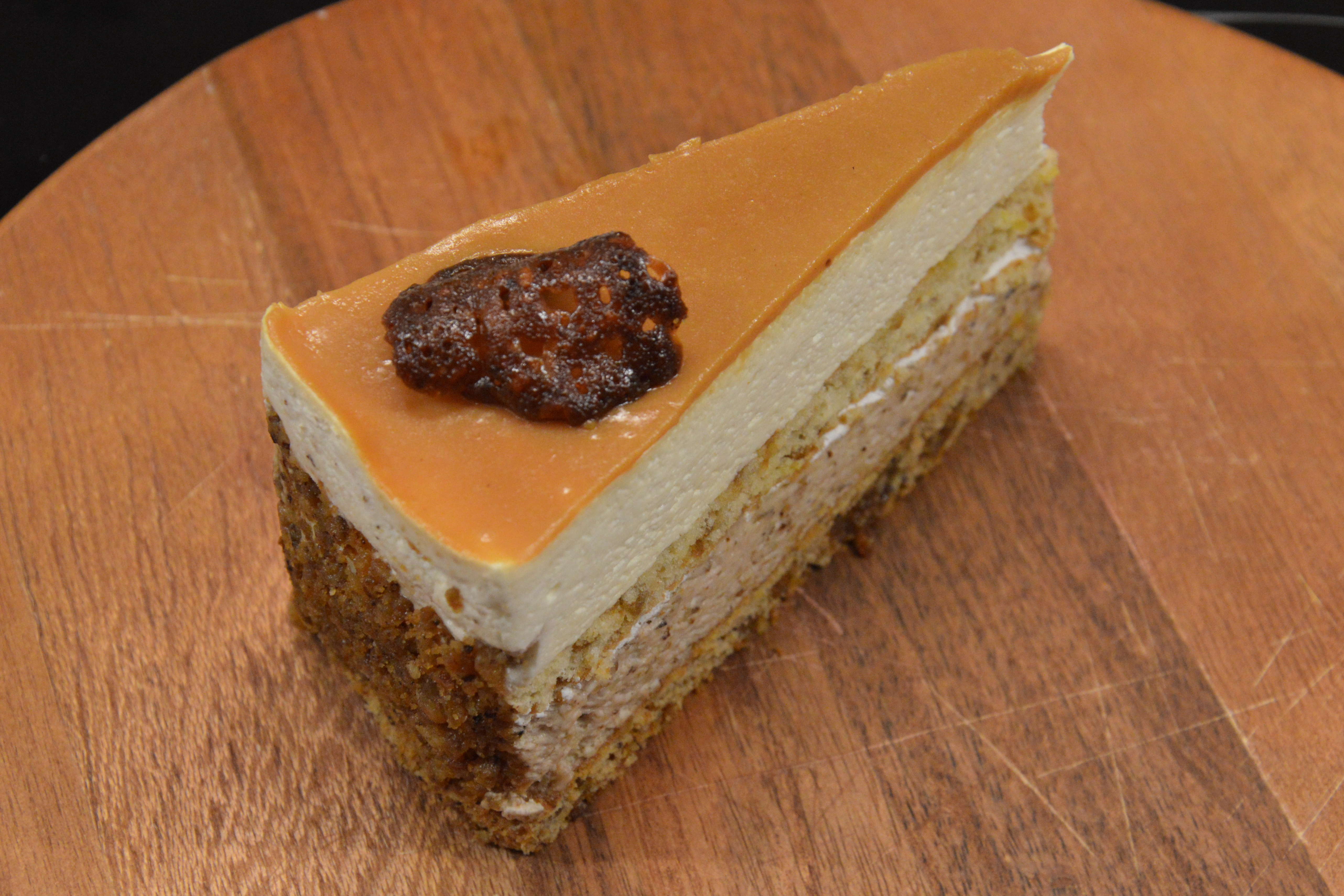
Magyarország Tortája 2013-ban: a "Milotai mézes grillázstorta"
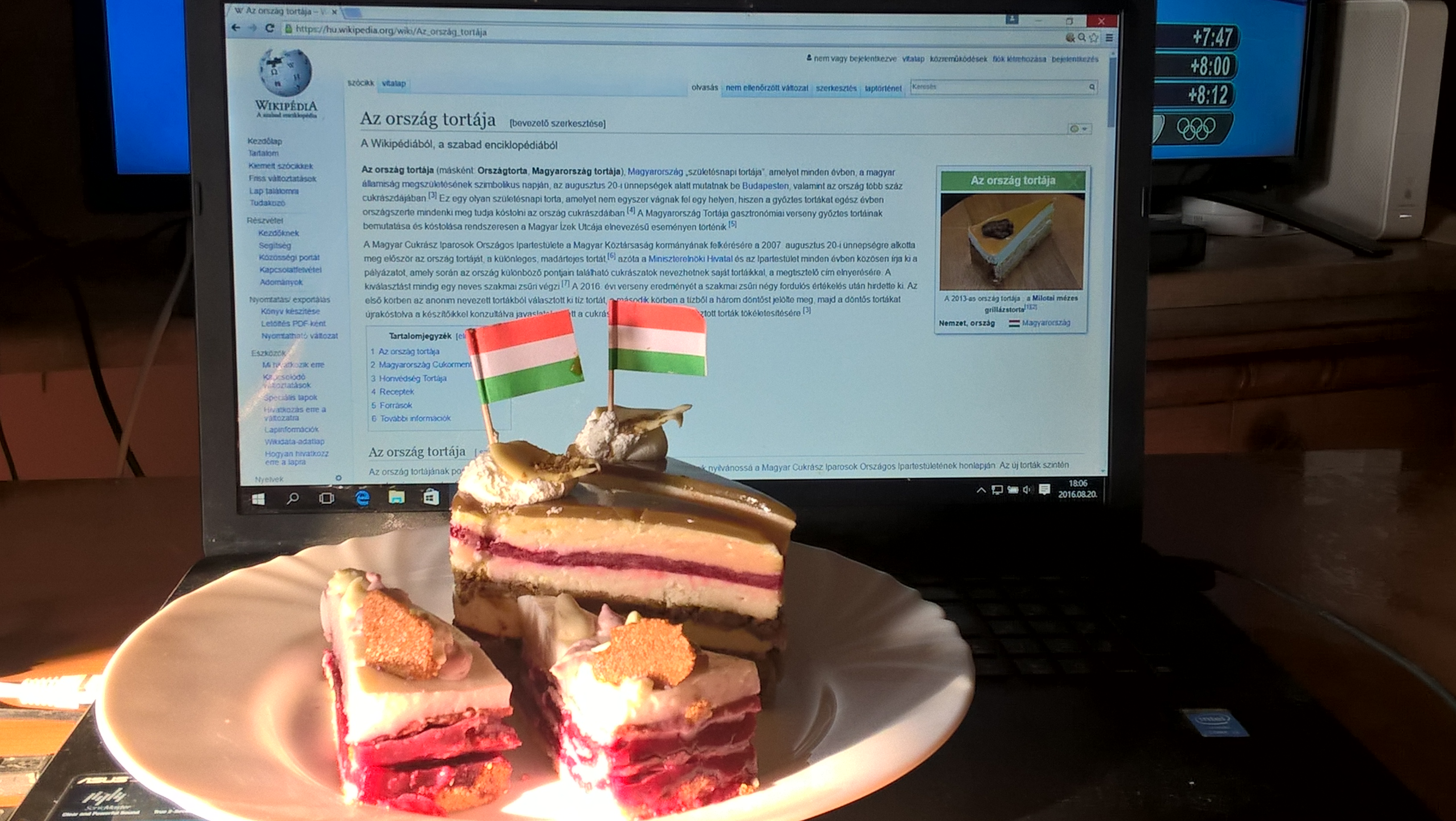
Magyarország tortái 2016-ban: az "Őrség Zöld Aranya", valamint a cukormentes "Áfonya hercegnő"
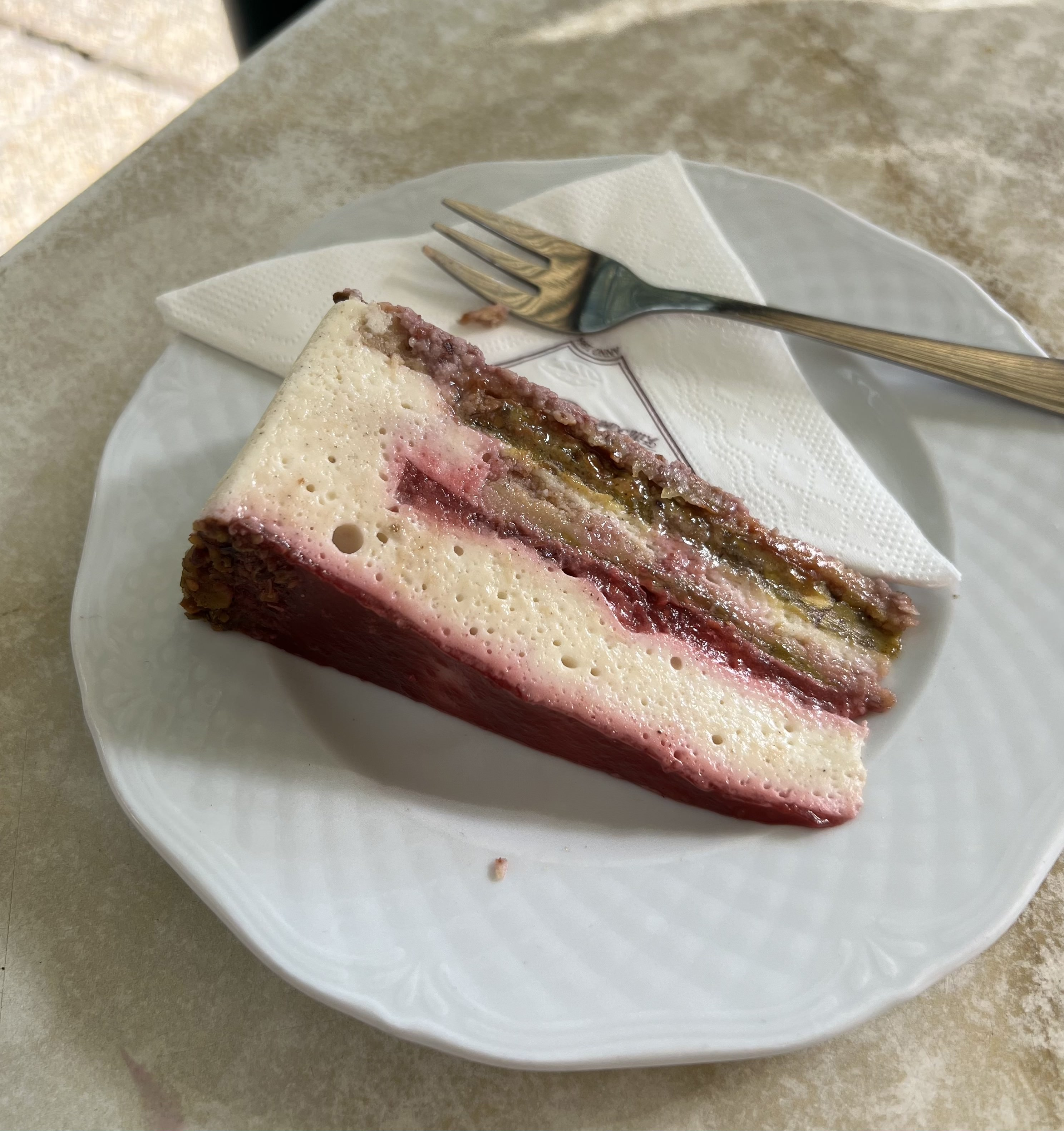
Magyarország Cukormentes Tortája 2022-ben: a "Nagyi kedvence"
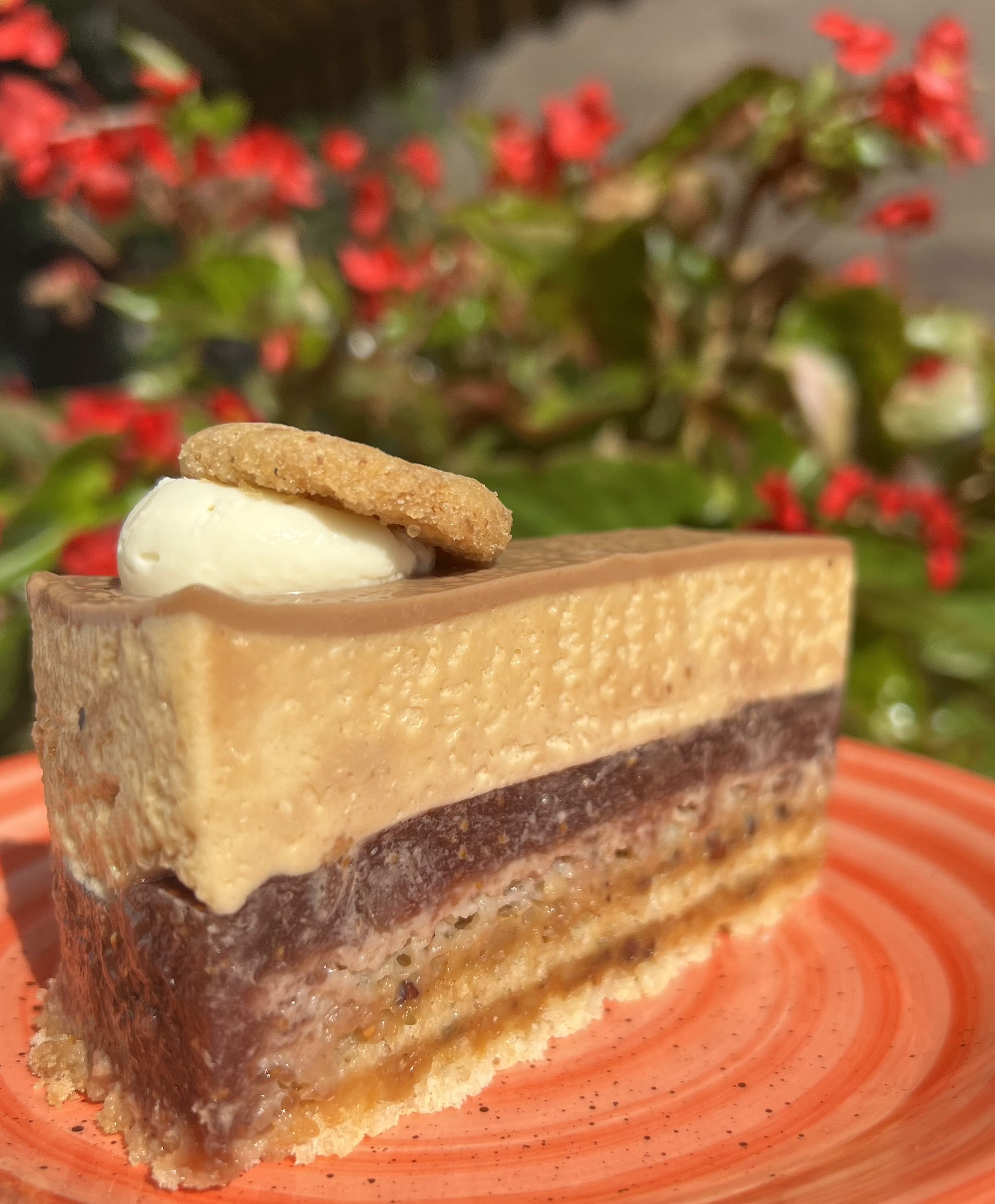
Magyarország Tortája 2023-ban: a "Spicces füge respektus"
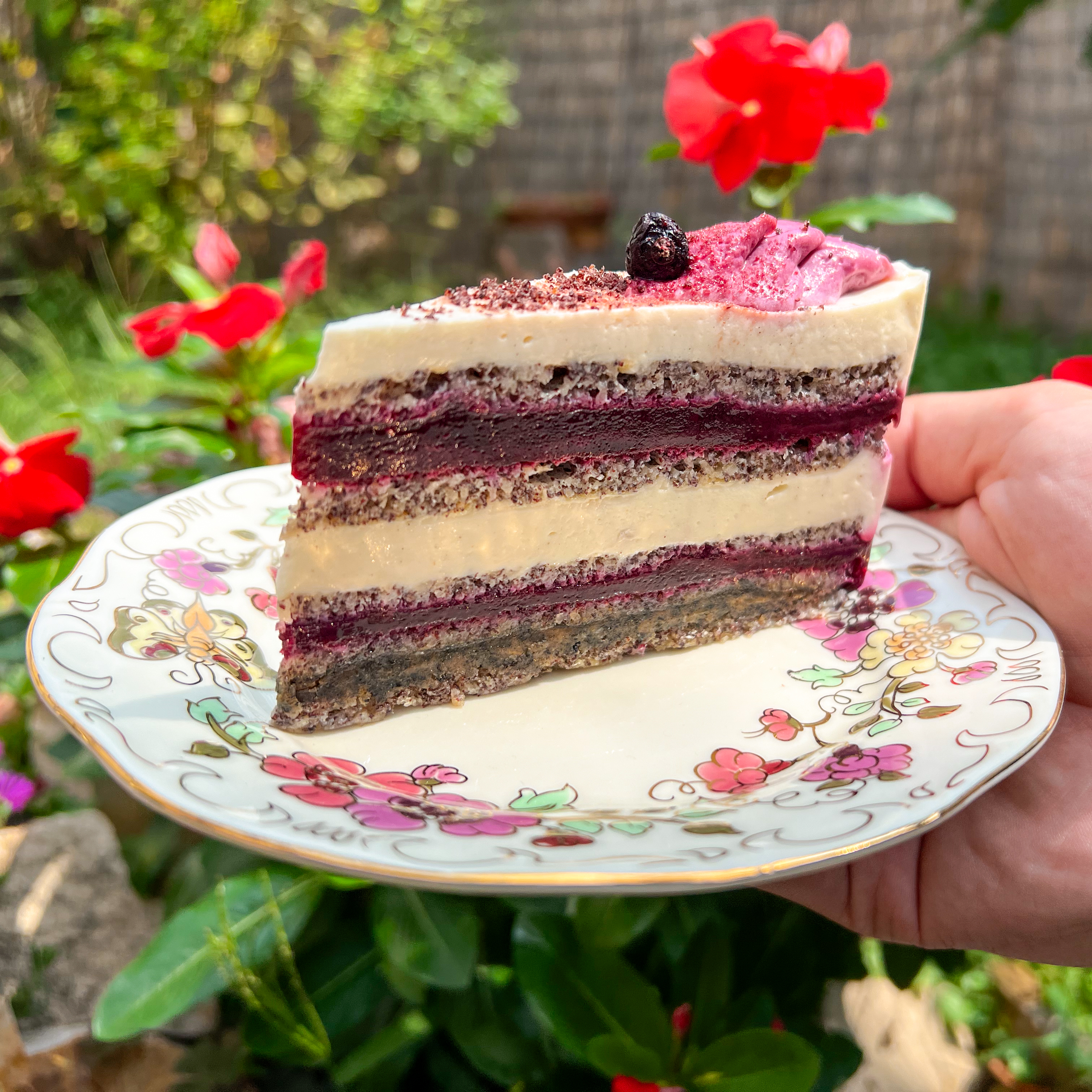
Magyarország Tortája 2024-ben: a "Mákvirág"

## Receptek
Magyar Cukrász Ipartestulet